# Luciánská aliance
Luciánská Aliance je spolek žoldáků a pašeráků ze seriálu Hvězdná brána, kteří se rozhodli využít pro sebe uvolněné mocenské vakuum vzniklé po Goa'uldech. Dokud byli Goa'uldi dominantní dobyvatelskou rasou, byli pašeráci a žoldáci bezvýznamnou skupinou. Po jejich pádu dostali možnost převzít jejich technologie a dominantní postavení. Využili toho a vytvořili alianci, zabývající se především obchodními a vojenskými záležitostmi, ovšem jen pro vlastní prospěch. Kromě znalostí hvězdných bran jim padly do rukou spousty Goa'uldských lodí - převážně typu Al-Kesh, i když jsme měli možnost vidět i třídu Hatak. Malé nákladní lodě používají především cizí obchodníci. Pro větší náklady jsou určeny velké nákladní vlaky doprovázené většinou jedním Al-Keshem. 
Luciánská aliance se poprvé objevila v epizodě Odpoutaný Prometheus (Prometheus Unbound) v osmé řadě seriálu.
Později je aliance důvodem k objevení antické lodi Destiny, protože zaútočí na tajnou základnu Icarus. Posádka základny je nucena se evakuovat právě tam (epizoda Vzduch).
Luciánská aliance se dostala i na stránky českých celostátních novin, když se o ní zmiňoval Jiří Paroubek ve svém článku s názvem Proti Luciánům.